# Dinélson
Dinélson dos Santos Lima, detto Dinélson (Anagé, 4 febbraio 1986), è un ex calciatore brasiliano, di ruolo centrocampista.

## Caratteristiche tecniche
Gioca come centrocampista offensivo.

## Carriera

### Club
Iniziò la carriera nel Guarani, segnando 5 reti in 25 partite; giocò per il Corinthians a conquistare la Copa São Paulo de Futebol Júnior nel 2005.
Nel 2006 Dinélson fu mandato in prestito al Bragantino per disputare il Campionato Paulista. Nell'Atlético Mineiro giocò nel Campeonato Brasileiro Série A 2006; tornato al Corinthians nel 2007, fu mandato nuovamente in prestito al Paraná; nel 2008 il prestito fu al Coritiba.

## Palmarès

### Club

#### Competizioni nazionali
- Campionato brasiliano: 1

Corinthians: 2005